# Caterina sei grande
Caterina sei grande (Great Catherine) è un film britannico del 1968 diretto da Gordon Flemyng.
Esso è basato sull'opera teatrale del 1913 Great Catherine: Whom Glory Still Adores di George Bernard Shaw.